# Порецкое (Чувашия)
Поре́цкое (чув. Пăрачкав) — село в юго-западной части Чувашской Республики России. Административный центр Порецкого муниципального округа.

## География
Расположено в долине реки Суры, в 150 км от столицы республики города Чебоксары по автомобильной дороге.

### Климат
Климат умеренный континентальный.
- Среднегодовая относительная влажность воздуха: 76 %. Среднемесячная влажность от 59 % в мае до 87 % в ноябре.
- Среднегодовая скорость ветра: 4,0 м/с. Среднемесячная скорость от 2,9 м/с в июле до 4,8 м/с в январе[2].

| Показатель              | Янв.  | Фев.  | Март | Апр.  | Май  | Июнь | Июль | Авг. | Сен. | Окт.  | Нояб. | Дек.  | Год   |
| ----------------------- | ----- | ----- | ---- | ----- | ---- | ---- | ---- | ---- | ---- | ----- | ----- | ----- | ----- |
| Абсолютный максимум, °C | 6,1   | 9,0   | 16,4 | 29,9  | 34,1 | 37,4 | 40,0 | 40,4 | 32,2 | 25,0  | 16,1  | 7,2   | 40,4  |
| Средняя температура, °C | −9,6  | −9,9  | −4   | 6,1   | 13,3 | 17,4 | 19,4 | 16,8 | 11,1 | 4,4   | −3,3  | −8,1  | 4,5   |
| Абсолютный минимум, °C  | −44,5 | −38,8 | −31  | −26,5 | −6   | −2,1 | 2,5  | −1   | −6,1 | −21,3 | −34,8 | −44,3 | −44,5 |
| Норма осадков, мм       | 27    | 20    | 23   | 29    | 34   | 70   | 66   | 56   | 54   | 46    | 37    | 29    | 491   |
| Источник: .             |       |       |      |       |      |      |      |      |      |       |       |       |       |

## Название
Получило название от расположения первой улицы вдоль реки Суры, на старославянском «по реце».

## История

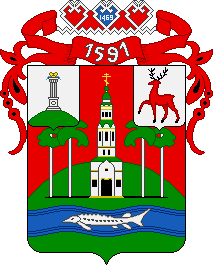
Герб (1991 г.)

Первое летописное упоминание о Порецком относится к 1591 году. День села отмечается в последние выходные августа.
В 1780 году, при создании Симбирского наместничества, село Порецкое, при реке Суре и реке Олховке, с население из помещичьих крестьян, входило в Алатырский уезд.
В XVIII веке село принадлежало русскому дворянину Мятлеву Пётру Васильевичу, затем его сыну Мятлеву Ивану Петровичу, которые бывали здесь каждое лето. 
На 1859 год село Порецкое, по почтовому тракту из г. Алатыря в г. Курмыш, в составе 1-го стана Алатырского уезда Симбирской губернии, имелось церквей православных 4, сельское училище, богадельня, больница, ярмарка, базары, пристань.
На 1900 год в селе было пять храмов:
1) главный храм каменный, построен в 1730 году крестьянином Артемием Андреевичем Кожиным, в 1852 году помещицей Мятлевой распространена трапезная часть храма и пристроен новый придел; каменная колокольня построена отдельно от храма в 1856 году, храм обнесён каменной оградой. Престолов в нём три: главный (холодный) во имя Живоначальные Троицы и в приделах (тёплые): а) в честь Успения Божией Матери и б) во имя Святителя и Чудотворца Николая.
2) Приписной храм на упразднённом кладбище каменный, тёплый, построен в 1820 году крестьянином Глебом Ивановичем Щёткиным; обнесён деревянным забором. Престол в нём во имя Свв. Бориса и Глеба.
3) Приписной храм на вновь отведённом кладбище каменный, тёплый, построен крестьянином Константином Ивановичем Шляминым в 1881 году, обнесён с северной стороны каменной оградой, а с остальных — забором. Престол в нём во имя Св. великомученика и целителя Пантелеймона.
4) Приписной храм, построенный в 1816 году графом Петром Ивановичем Салтыковым, каменный, тёплый, обнесённый каменной оградой, с престолом во имя Свв. Апостолов Петра и Павла.
5) На том же погосте другой храм, каменный, холодный, построен помещицей Параскевой Ивановной Мятлевой в 1823 году. Престол в нём во имя Архистратига Божия Михаила.

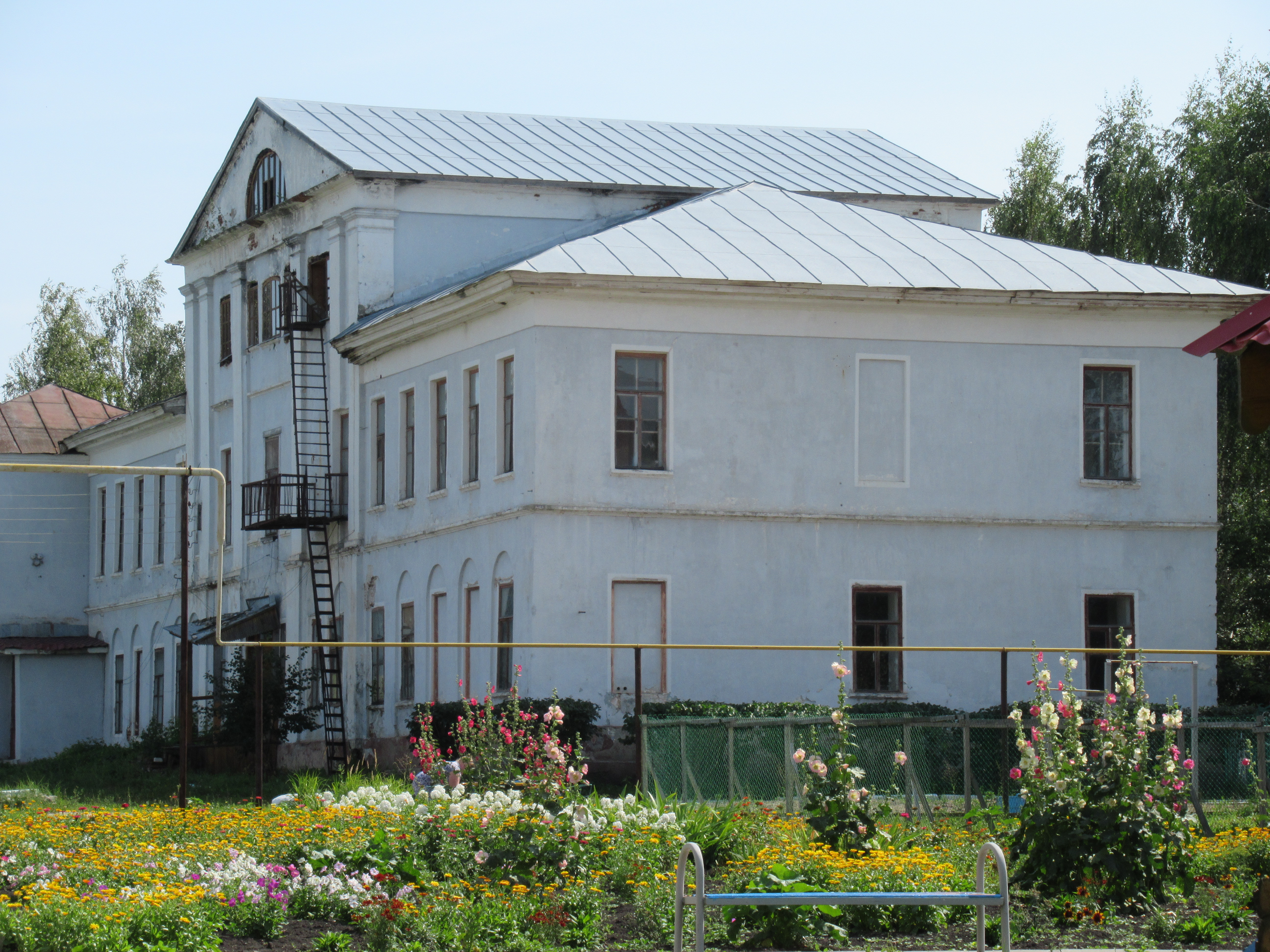
Порецкая учительская семинария.

Часовен две: 1) каменная часовня на базарной площади и 2) часовня на погосте Троицкой церкви.
Школ три: а) начальная мужская, б) начальная женская и в) смешанная церковно-приходская (с 1890 года), помещается в собственном здании.
Церковно-приходское попечительство существует с 1891 года.
19 ноября 1872 года по инициативе И. Н. Ульянова в селе открылась учительская семинария. Первым директором был назначен Владимир Александрович Ауновский. С 1919 г. — педагогические курсы, с 1921 г. — педагогический техникум, с 1937 г. — педагогическое училище. С 1957 года по настоящее время в стенах бывшей семинарии размещается школа-интернат им. И. Н. Ульянова.
В 1916 году Порецкую учительскую семинарию окончил Завьялов Михаил Сергеевич. В 1921 году в селе родился русский советский детский писатель Николай Мишутин.
С 1925 года село в составе Чувашской АССР, затем Чувашской Республики — Чувашия.

## Органы власти

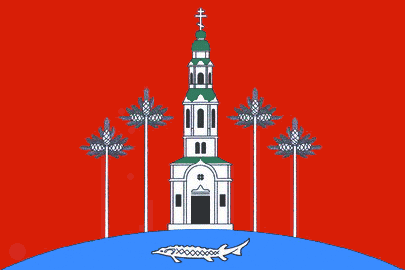
Флаг сельского поселения

В рамках организации местного самоуправления с 2004 по 2022 гг. в границах села существовало муниципальное образование Порецкое сельское поселение. Упразднено законом от 29 марта 2022 года в рамках преобразования муниципального района со всеми входившими в его состав поселениями путём их объединения в муниципальный округ. С 1 января 2023 года функционирует Порецкий территориальный отдел.

## Население
| 1959  | 1970  | 1979  | 1989  | 2002  | 2010  | 2012  |
| ----- | ----- | ----- | ----- | ----- | ----- | ----- |
| 5217  | ↗5515 | ↗6140 | ↗6502 | ↘6482 | ↘5825 | ↘5687 |
| 2013  | 2014  | 2015  | 2016  | 2017  | 2018  | 2019  |
| ↘5596 | ↘5525 | ↗5526 | ↗5528 | ↘5436 | ↘5354 | ↘5191 |
| 2020  | 2021  |       |       |       |       |       |
| ↘5169 | ↘5081 |       |       |       |       |       |

В 1780 году 1368 ревизских душ.
В 1859 году 872 двора, 2179 мужчин и 2603 женщин.
На 1900 год прихожан в с. Порецком (учительская семинария, почтовое отделение, волостное правление) в 933 двор. 2511 мужчин и 2829 женщин.;
Национальный состав:
русские — 79 %, мордва (эрзя) — 17 %, чуваши — 3 %.

## Инфраструктура
В Порецком доминируют одноэтажные строения, в центре села встречаются двух- и трёхэтажные здания, занятые общественно-административными учреждениями. 
Функционируют 2 храма.

## Образование и культура
Имеются средняя школа, конно-спортивная школа, детская школа искусств, историко-краеведческий музей, 2 библиотеки, дворец культуры.
Выпускается районная газета на русском языке «Порецкие вести».

## Достопримечательности
- Собор Троицы Живоначальной (1723—1856) с колокольней (высота 56,7 м).
- Церковь Петра и Павла (1816).
- Историко-краеведческий музей.
- Народная художественная галерея.
- Памятник воинам, погибшим в Великой Отечественной войне.
- Памятный знак-обелиск строителям Сурского рубежа обороны.
- Мемориал «Флотская слава Поречья».